# Ludovico Ludovisi
Ludovico Ludovisi (27. října 1595, Bologna – 18. listopadu 1632, Bologna) byl italský římskokatolický kardinál a arcibiskup, státník římskokatolické církve. Byl to znalec umění, který vytvořil slavnou sbírku starožitností umístěných ve vile Ludovisi v Římě a synovec papeže Řehoře XV.

## Život
Ludovico Ludovisi se narodil v Bologni, která byla v té době části papežského státu, jako syn Orazia Ludovisiho a Lavinie Albergati. Po stopách svého strýce Alessandra Ludovisiho byl formován na jezuitském Collegio Germanico v Římě a pokračoval na univerzitě v Bologni, kde 25. února 1615 získal doktorát z kanonického práva.
Když byl Alessandro Ludovisi uznávaným papežem a přijal jméno Řehoř XV., stal se Ludovico den po jeho korunovaci kardinálem, i když mu bylo pouhých 25 let. Následujícího měsíce byl jmenován arcibiskupem v Bologni, ačkoli zůstal v Římě. Jeho strýc věřil ve svůj úsudek a energii a potřeboval silného a schopného pomocníka, který by pomohl vládnout papežským státům (papež byl koneckonců v pokročilém věku). Ve stejný den byl do čela papežské armády postaven Orazio Ludovisi, Ludovicův otec. Řehoř XV. nebyl svým synovcem zklamaný.

## Biskupská genealogie
Následující tabulka obsahuje genealogický strom, který ukazuje vztah mezi svěcencem a světitelem – pro každého biskupa na seznamu je předchůdcem jeho světitel, zatímco následovníkem je biskup, kterého vysvětil. Kardinál Ludovisi patří k linii kardinála Rebiby. Rekonstrukcím a vyhledáním původu v rodové linii ze zabývá historiografická disciplína biskupská genealogie.
1. kardinál Scipione Rebiba
2. kardinál Giulio Antonio Santorio
3. kardinál Girolamo Bernerio, OP
4. arcibiskup Galeazzo Sanvitale
5. kardinál Ludovico Ludovisi